# 山崎岩男

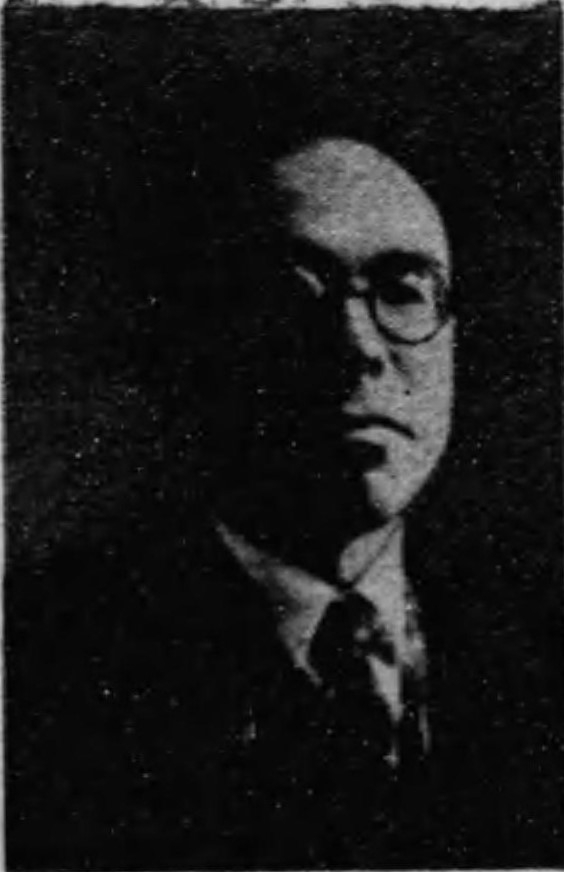
山崎岩男

山崎 岩男（やまざき いわお、1901年1月9日 - 1964年11月23日）は日本の政治家。衆議院議員や青森県知事を務めた。

## 来歴・人物
1901年、北海道久遠村（現せたな町大成区）に青森県出身の漁師の末子として生まれる。実家は貧しく、父は本籍地を捨てて出奔した状態だったので戸籍上は母の私生児扱いであった。1915年、父の郷里である八戸市に移住。八戸中学（現青森県立八戸高等学校）に入学するもストライキ騒動の責任者とされて退学処分を受ける。その後は中央大学の予科に進学。箱根駅伝の走者として活躍し、第2回から第7回まで出場した。在学中に結婚し、長男の竜男が生まれている。
中央大学法学部卒業後、青森県立青森商業高等学校の英語兼民法の教師となるが、大学の先輩である梅村大の衆議院議員立候補を応援するために退職。その後は大湊町の助役・町長を経て、1939年に青森県議会議員に最高点で当選した。
戦後の1946年、第22回衆議院議員総選挙にて初当選。日本進歩党、旧・民主党、旧・自由党で代議士を5期務めた。予算をめぐって県内で自民党が分裂して前知事の津島文治が辞職すると、1956年の青森県知事選挙に出馬した。平野善次郎との自民党公認争いには敗れたが25万票あまりを獲得し、6万票以上の差で当選。在職中は「マラソン知事」と称され、県内の第二次産業開発に尽くした。再選の後、門脈圧亢進症のため、2期目途中の1963年1月18日に辞表を提出。門脈高血圧と肝硬変に急性肝炎を併発し、1964年11月23日に逝去した。享年63。

## 家族・系譜
- 長男：山崎竜男（元参議院議員、環境庁長官）
- 孫：山崎力（前参議院議員）
- 曾孫：山崎結子（外ヶ浜町長）